# Mamman och horan
Mamman och horan (franska: La maman et la putain) är en fransk dramafilm från 1973 i regi av Jean Eustache, med Bernadette Lafont, Jean-Pierre Léaud och Françoise Lebrun i huvudrollerna. Handlingen följer ett triangeldrama i Paris och innehåller många långa utläggningar om sex.
Filmen spelades in under fyra månader sommaren 1972 för en budget på 700 000 francs. Den hade premiär vid Filmfestivalen i Cannes 1973, där den vann Juryns stora specialpris och FIPRESCI-priset. I Frankrike sågs den av 60 000 besökare. Den gick upp på svensk bio 26 januari 1974 genom Sandrew Film & Teater AB.

## Roller
- Bernadette Lafont som Marie
- Jean-Pierre Léaud som Alexandre
- Françoise Lebrun som Veronika
- Isabelle Weingarten som Gilberte
- Jacques Renard som Alexandres vän
- Jean-Noël Picq som Offenbachs beundrare